# Convento delle Celle
Il convento delle Celle è un edificio sacro che si trova in località Le Celle, nel comune di Cortona, in provincia di Arezzo.

## Storia
L'insediamento francescano fu fondato nel 1211 dal santo stesso, ed è il primo convento fondato dal Santo che vi ritornò nel 1226 poco prima di morire. Frate Elia, ritiratosi a Cortona, oltre a realizzare la chiesa di San Francesco, provvide, dal 1232, a trasformare le primitive "celle" in un convento che prese come centro e punto di riferimento la primitiva cella nella quale trovò ricovero San Francesco, collocando i vari edifici su vari livelli assecondando l'orografia del sito, poi ampliati nei secoli.
Il complesso è stato profondamente restaurato nel 1969.

## Descrizione
Il complesso, costruito a cavallo di una stretta valle, è molto suggestivo per l'amenità e la spiritualità del luogo. Le abitazioni dei frati e i locali conventuali sono disposti "a gradoni" su entrambi i versanti della valle.
La chiesetta duecentesca è esterna al complesso. L'interno di essa si presenta in un assetto tipico delle chiese cappuccine, a navata unica terminante con un presbiterio a terminazione piatta, occupata da un grande altare di legno scuro, imponente ma semplice, eseguito da Remigio da Firenze nel 1695 per ospitare la Madonna col Bambino e santi del lucchese Giovanni Marracci, eseguita l'anno prima, nel 1694.
Sulla destra è la cappella di San Felice da Cantalice, fatta erigere da Margherita Venuti, detta "la Papessa", nel 1651; sull'altare, la Madonna che offre il Bambino a San Felice da Cantalice di Simone Pignoni.
Nel refettorio, una Deposizione lignea di Giovanni da Rovezzano (1632).

## Galleria d'immagini

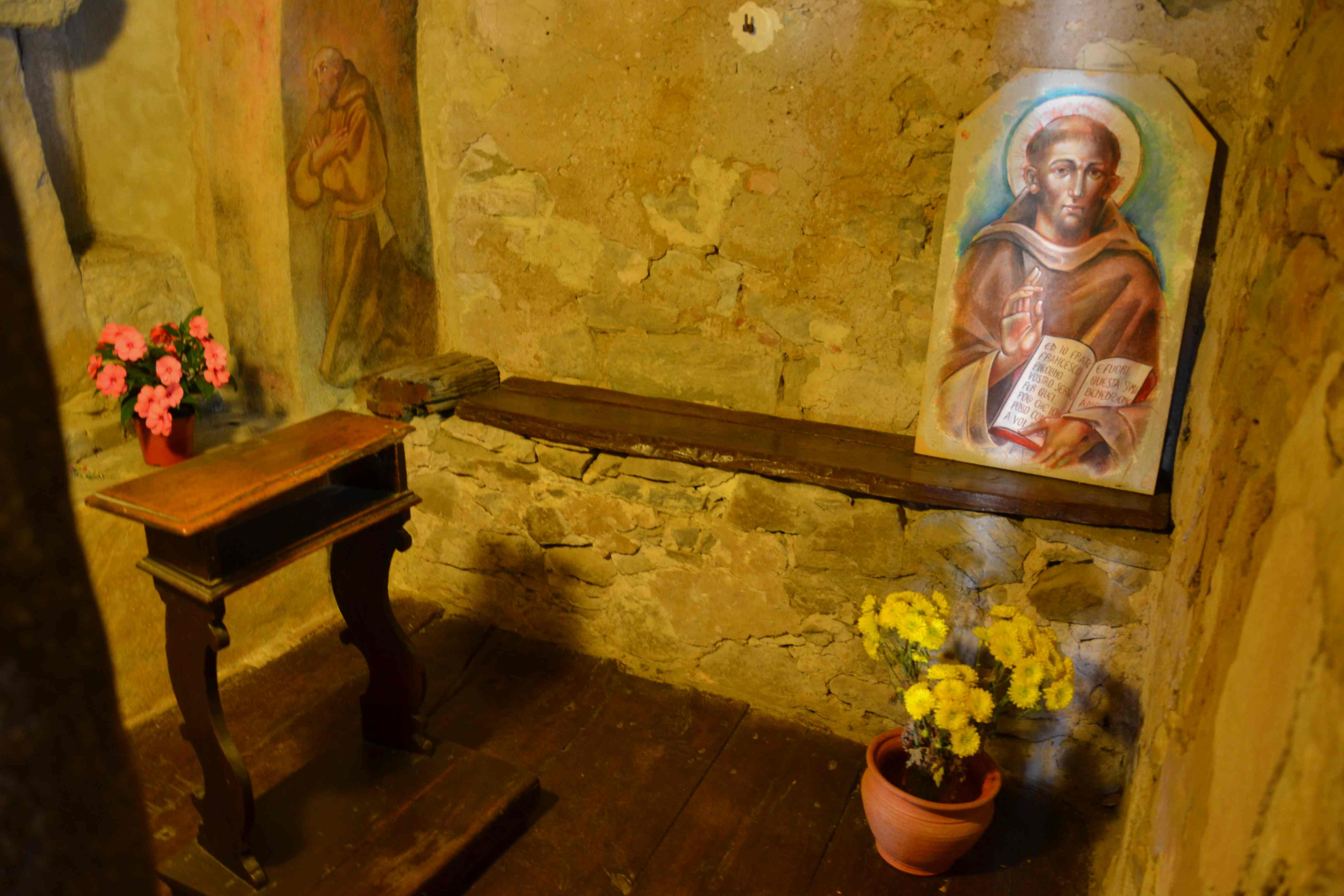
La cella di san Francesco
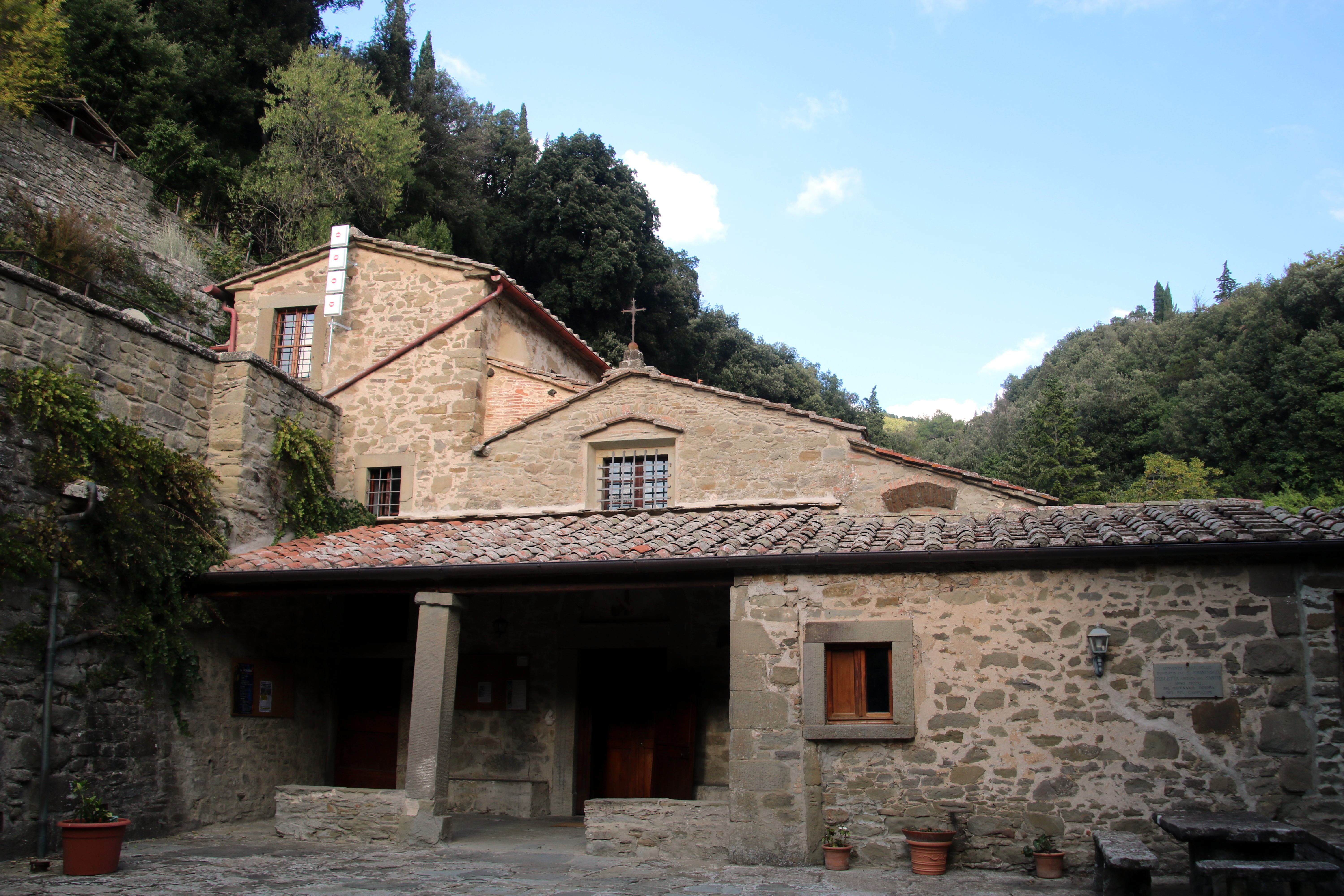
Chiesa
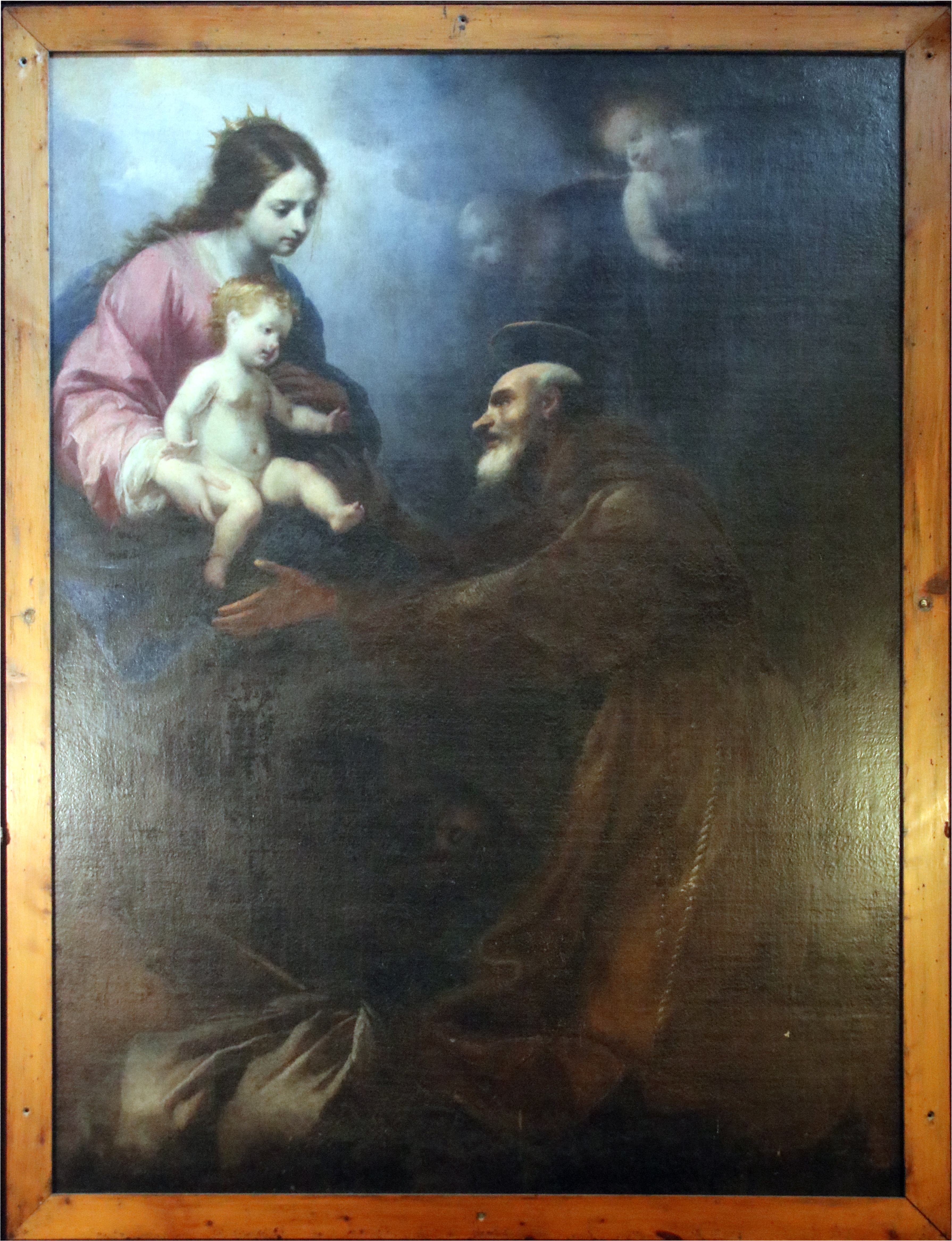
Madonna che offre il Bambino a san Felice da Cantalice di Simone Pignoni
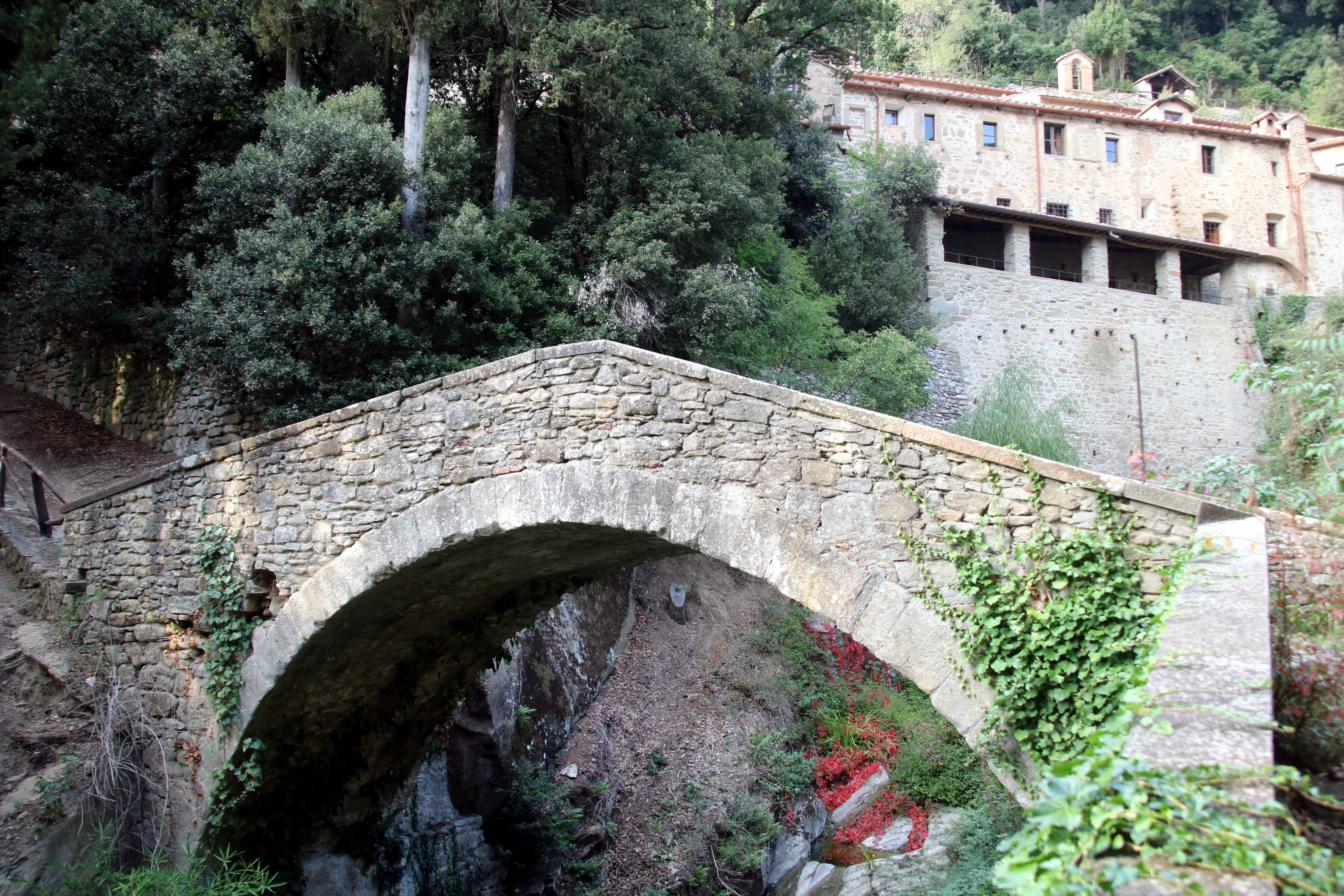
Ponte del Granduca (1728)